# Vituny
Vituny (horvátul Vitunj) falu Horvátországban, Károlyváros megyében. Közigazgatásilag Ogulinhoz tartozik.

## Fekvése
Károlyvárostól 39 km-re délnyugatra, községközpontjától 7 km-re északnyugatra, a Klek északi lábánál, a Vituny pataka (Vitunjčica) völgyében fekszik.

## Története
Vituny várának építési ideje nem ismert, csak annyit tudni, hogy 15. századi első említésekor már a Frangepánoké volt. 1437-ben Frangepán Györgyé, majd az 1449-es birtok megosztáskor a család modrusi ágának őse Frangepán István kapta, akit 1481-ben Hunyadi Mátyás is megerősített birtokaiban. Frangepán Bernardin gróf 1493 után elkezdte felépíteni Ogulin várát és az új vár uradalmát részben a vitunyi uradalomból alakította ki. Ogulin felépítésével Vituny jelentősége jelentősen csökkent, a korszerűtlen erősséget többé már nem javították és fokozatosan romossá lett. Egy 1575-ös feljegyzés szerint ekkor már elhagyatottan állt. Később a falu határában a Vituny patakának tiszta vízét kihasználva pisztráng nevelő telepeket alakítottak ki.
A falunak 1857-ben 588, 1910-ben 250 lakosa volt. Trianonig Modrus-Fiume vármegye Ogulini járásához tartozott. 2011-ben a 94 lakosa volt.

## Lakosság
| Lakosság változása | Lakosság változása | Lakosság változása | Lakosság változása | Lakosság változása | Lakosság változása | Lakosság változása | Lakosság változása | Lakosság változása | Lakosság változása | Lakosság változása | Lakosság változása | Lakosság változása | Lakosság változása | Lakosság változása | Lakosság változása |
| ------------------ | ------------------ | ------------------ | ------------------ | ------------------ | ------------------ | ------------------ | ------------------ | ------------------ | ------------------ | ------------------ | ------------------ | ------------------ | ------------------ | ------------------ | ------------------ |
| 1857               | 1869               | 1880               | 1890               | 1900               | 1910               | 1921               | 1931               | 1948               | 1953               | 1961               | 1971               | 1981               | 1991               | 2001               | 2011               |
| 588                | 860                | 779                | 382                | 277                | 250                | 219                | 226                | 223                | 208                | 197                | 178                | 160                | 149                | 141                | 94                 |

## Nevezetességei
- A Klek alatt egy meredek 650 méter magas kúpon, egy hosszúkás magaslat keleti végében találhatók Vituny várának romjai. A várat a hegygerinc folytatásától két árok határolja el. Legépebben fennmaradt része az árok fölé magasodó, de a belső vár felől nyitott patkó alakú torony. A torony mögött a belsővár legmagasabb pontján állt az öregtorony, mellette a belsővár udvara közepén egy kútszerű lyukkal, mely talán víztározó ciszterna lehetett. A várudvart egy L alakú palotaépület fogta közre, melynek alapfalai ma is látszanak.
- A vár közelében ered a Vitunjčica patak, mely a hegy gyomrában valószínűleg összeköttetésben van a Biela lasica hegy alatti völgyben vezető Rudolf-út mentén folyó Jasenak patakkal. A Vitunjčica mindjárt a forrásánál malmokat hajt, majd az Ogulini völgyben Dobrába torkollik.